# Шнитке, Ирина Фёдоровна
Ирина Фёдоровна Шнитке (урождённая Катаева; род. 14 ноября 1940, Ленинград, РСФСР, СССР) — российская и немецкая пианистка.

## Биография
Ирина Катаева начала свое музыкальное образование в возрасте восьми лет в Санкт-Петербургской консерватории и продолжила его в Гнесинском институте в Москве. Её учителями были Анна Шкловская, Яков Флиер и Леонид Брумберг.
В 1961 году вышла замуж за композитора Альфреда Гарриевича Шнитке.
Специалист по творчеству русских композиторов XX века, таких как Сергей Прокофьев, Георгий Свиридов, Николай Слонимский, Борис Тищенко, Валерий Гаврилин и Анатолий Шалаев. Альфред Шнитке посвятил ей свои Вариации на аккорд и Сонату для фортепиано No. 2.
С Марком Лубоцким и Мстиславом Ростроповичем она исполняла многочисленные камерные произведения своего мужа. С Гидоном Кремером и Кронос-квартетом совершила концертные туры по США, Европе и Австралии. С 1984 года сформировала фортепианный дуэт с Викторией Постниковой. В 1994 году представила Сонату для скрипки № 3 Альфреда Шнитке с Марком Лубоцким.